# Trương Yên (Khăn Vàng)
Trương Yên (chữ Hán: 張燕) phiên âm (Zhang Yan) là tướng khởi nghĩa Khăn Vàng cuối thời Đông Hán trong lịch sử Trung Quốc.

## Hoạt động ở Hắc Sơn
Trương Yên vốn có tên là Chử Yên (褚燕), hiệu là Phi Yến (飛燕), là một tướng lĩnh quân khởi nghĩa Khăn Vàng dưới quyền đầu mục Trương Ngưu Giác. Sau khi anh em thủ lĩnh Trương Giác đều chết (184), Trương Ngưu Giác cũng tử trận, Chử Phi Yến kế tục làm đầu mục. Ông đổi họ tên là Trương Yên, tự tập hợp được vài chục vạn quân, tiếp tục chống lại triều đình.
Quân Trương Yên là mạnh nhất trong các lực lượng tàn dư Khăn Vàng. Trương Yên chiếm cứ Hắc Sơn, có hàng chục vạn người đi theo, nhà Hán không thể chế ngự được.
Năm 191, Trương Yên và cánh quân Khăn Vàng ở Thanh châu có 30 vạn người tiến vào quận Bột Hải, định liên hợp với nhau, nhưng sứ quân ở Bình Nguyên là Công Tôn Toản mang 2 vạn quân đón đánh ở Đông Quang. Quân Khăn Vàng bị thua lớn, thiệt hại 3 vạn người, phải bỏ lại xe cộ và lương thực trốn sang sông. Quân Trương Yên không tới cứu được.
Nhân lúc quân Hắc Sơn không liên kết được với quân Thanh châu, quân phiệt Tào Tháo mang quân đánh nhau với quân Khăn Vàng tại Hắc Sơn. Quân Trương Yên tuy đông nhưng ô hợp, bị Tào Tháo dùng kế đánh bại. Sau đó Tào Tháo bận đối phó với lực lượng Khăn Vàng khác tại Đông quận nên không đụng độ với Trương Yên.
Tháng 3 năm 193, Trương Yên liên kết với cánh quân Khăn Vàng của tướng Can Độc cầm đầu, đồng mưu với lực lượng binh sĩ làm chính biến nổi dậy ở Ngụy quận (Ký châu) cùng đánh chiếm Nghiệp Thành, giết chết Thái thú. Vùng đất thuộc quyền sứ quân Viên Thiệu quản lý. Tháng 6 năm đó, Viên Thiệu ra quân đánh vào khe Thương Nhan, núi Cự Tràng, Triều Ca. Sau 5 ngày giao chiến, Can Độc và hơn 1 vạn thủ hạ bị quân Viên Thiệu giết chết. Trương Yên lại rút về cố thủ.
Ít lâu sau Trương Yên sang đánh Thường Sơn, cũng thuộc địa hạt của Viên Thiệu. Lúc đó Lã Bố đang nương nhờ Viên Thiệu. Viên Thiệu sai Lã Bố mang quân sang Thường Sơn giao tranh với Trương Yên. Lã Bố cưỡi ngựa Xích Thố, mỗi ngày cùng vài chục thủ hạ xông thẳng vào trại địch ba bốn lần. Sau hơn 20 ngày, quân Trương Yên thua tan tác.
Trương Yên rút về cố thủ, sau đó nản lòng, cuối cùng nhận sự chiêu an của triều đình, được phong làm Bình nam trung lang tướng, coi việc quân ở Hà Bắc.

## Trở lại Hắc Sơn
Sau đó Trương Yên lại cất quân chống triều đình. Triều đình bổ nhiệm Chu Tuấn làm Thái thú Hà Nội, mang quân đánh bại được Trương Yên.
Trương Yên vẫn không hoàn toàn chịu thần phục, sau này lại chiếm cứ Hắc Sơn, thanh thế có hàng chục vạn quân. Năm 199, sứ quân Công Tôn Toản giao tranh với Viên Thiệu bị vây, bèn sai em là Công Tôn Tục sang Hắc Sơn cầu cứu Trương Yên. Trương Yên nhận lời, dẫn 10 vạn quân chia làm 3 đường đi cứu Công Tôn Toản. Quân cứu viện sắp đến, hẹn Công Tôn Toản đến giờ đốt lửa làm hiệu sẽ cùng giáp công trong ngoài. Nhưng thư bị Viên Thiệu bắt được. Thiệu bèn đốt lửa lừa Công Tôn Toản ra quân rồi phục binh đánh giết. Công Tôn Toản thất bại tự sát. Trương Yên thấy vậy lui binh.

## Quy hàng
Tại Hà Bắc, sau khi Viên Thiệu chết (202), các con là Viên Đàm và Viên Thượng tranh quyền. Năm 204, khi Tào Tháo mang quân đánh Viên Đàm và Viên Thượng, Trương Yên ở Hắc Sơn sai sứ đến liên lạc với Tào Tháo tỏ ý quy phục, được phong làm Bình bắc tướng quân.
Mùa hè năm 205, thế lực anh em họ Viên ngày càng suy kiệt, Trương Yên chính thức đầu hàng Tào Tháo, được phong làm An Quốc đình hầu.
Không rõ sau này Trương Yên mất năm nào.